# Karl Willy Wagner
Karl Willy Wagner (Hesse-Nassau, Friedrichsdorf, 22 de febrero de 1883 – 4 de septiembre de 1953) fue un pionero alemán en la teoría de los filtros electrónicos. Hendrik Bode lo menciona como uno de los dos alemanes cuyas:

. . . importantes contribuciones tardaron en difundirse fuera de Alemania debido a la intervención accidental de las Guerras Mundiales I y II.

El otro alemán al que se refiere es Wilhelm Cauer. Wagner fue el segundo revisor de la tesis histórica de Cauer de 1926, pero Wagner rompió con Cauer en 1942 después de negarse a apoyar las propuestas de investigación de Wagner ante la Sociedad Alemana de Ingenieros Eléctricos (Verband der Elektrotechnik - la VDE).
Wagner fue destituido de su cargo en 1936 porque se negó a despedir a sus empleados judíos.